# Зима (картина)
«Зима» (латис. Ziema) — картина латвійського художника-імпресіоніста Вільгельма Пурвітіса, написана у 1910 році. Художник розробив власний стиль, близький як до імпресіонізму, так і до північного модерну. Йому особливо вдавалися весняні та зимові пейзажі.

## Опис
Картина виконана олією на полотні з розмірами 72 х 101,3 сантиметрів. Картина «Зима» знаходиться в колекції Латвійського Національного художнього музею в Ризі.
Зображений сніговий пейзаж з половиною крижаної річки, вертикальні берези та промені вечірнього сонця.
«Зима» належала «Королеві преси» Латвії, найбагатшій жінці Європи Емілії Бен'яміньї, з маєтку господині у 1954 році картина потрапила до Національного музею. У 1998 році спадкоємці офіційно передали полотно музею. З того часу відбулося декілька закордонних виставок: у Квіринальському палаці, Брюсселі, Каунасі, Києві, Люксембурзі, Москві, Таллінні.